# Манганарі Єгор Павлович
Манганарі Єгор Павлович (нар. 1796, Євпаторія, Таврійська губернія, Російська імперія — пом. 2 серпня (14 серпня) 1868, Миколаїв, Херсонська губернія, Російська імперія) — видатний гідрограф і військовик, директор чорноморських і азовських маяків (1849—1857) брат Михайла та Івана Манганарі.

## Життєпис

### Ранні роки
Етнічний грек, народився у 1796 році в сім'ї Павла Михайловича Манганарі, що через війну з турками був змушений покинути Грецію й оселився на півдні Російської імперії.
У квітні 1809 року вступив до Чорноморського штурманського училища в Миколаєві, де серед іншого вивчав фехтування, геодезію, астрономію, уживання карт та інструментів і навігацію. 1 жовтня 1813 року був призначений у штурманські помічники унтер-офіцерського чину, рівно через два роки, 1 жовтня 1815 року — у гардемарини, а менше, ніж через рік, 18 лютого 1816 року — в мічмани.
У 1820 році командував бригантиною «Волга», згодом під його командуванням канонерські човни у складі Дунайської флотилії перейшли з Миколаєва до Ізмаїла, а вже звідти до Дністровського лиману і до Кілії. Через рік, 22 квітня 1821 року, Манганарі був проведений у лейтенанти.
У 1825 році призначений командувати бригом «Микола» (рос. «Николай»), де починає розробку опису Дніпровського лиману і річки Буг. Згодом за це Манганарі був нагороджений орденом Святої Анни III-го ступеня. Вже як досвідченому гідрографу йому було доручено зробити опис Азовського і Чорного морів, при цьому зберігаючи за собою командування бригом «Микола» до 1827 року, після чого був призначений командиром яхти «Голубка».

### Складання лоцій і подальша служба
Складання лоцій Азовського і Чорного морів тривало десять років, паралельно з цим Манганарі брав участь у російсько-турецькій війні 1828—1829 років. За відмінну службу був проведений в капітан-лейтенанти з призначенням до 40-го флотського екіпажу, а 18 грудня 1829 року нагороджений орденом Святого Володимира IV-го ступеня з бантом. Через три роки, у 1832 році, за складання лоцій двох морів був одноразово нагороджений грошовим заохоченням, отримавши 750 рублів.
Не припиняючи ведення гідрографічних робіт брав участь у війні на Кавказі. Протягом 1833—1834 років перебував біля Чорноморського узбережжя, беручи участь у війні проти кавказців, за що був нагороджений орденом Святого Станіслава II-го ступеня.
Крім складання генеральної карти Чорного моря, Манганарі та його помічники складали карти майже всіх берегів моря для особистих замовлень. Зокрема, за карти турецьких берегів 1835 року турецький султан Махмуд II вручив Єгору Манганарі діамантовий орден Нішан-Іфтіхар.
1 січня 1837 року Манганарі був проведений у підполковники корпусу флотських штурманів і протягом наступних двох років керував групами, які складали описи Чорного моря, Дніпровського лиману, річок Буг і Дунай.
До 1838 року Манганарі вже мав на руках детальний опис Азовського і Чорного морів і карти з нанесеними населеними пунктами, береговими лініями, глибинами, морськими течіями, напрямками фарватерів, якірними місцями для великих суден, місцями мілководдя та місцями «поганих» ґрунтів, а також характерні вершини гір, зручні для пеленгів, і багато іншого. 
В зв'язку з цим Манганарі ухвалює рішення про доцільність складання морського атласу навігаційних карт. Це видання підтримав адмірал М. П. Лазарєв, який на той момент був головним командиром Чорноморського флоту і портів. Єгор Павлович отримав дозвіл гравірувати морські карти для атласу в Гідрографічному департаменті в Санкт-Петербурзі. За час очікування схвалення видання Манганарі 12 квітня 1839 року був проведений в капітани 2-го рангу (зі старшинством із 2 квітня 1837 року), а 6 грудня того ж року — проведений в капітани 1-го рангу з нагородженням додатковою платнею по 1000 рублів щорічно.
У 1840 році на два роки переїжджає до Санкт-Петербурга для гравіювання карт атласу Чорного та Азовського морів, що складався з 26 аркушів із таблицями. 
Під час найменування мисів і берегів Манганарі використовував назви, взяті у стародавніх авторів, але водночас сучасники Манганарі іноді ставили в докір гідрографу використання в багатьох випадках народних назв селищ, міст і мисів. Атлас був доповнений 16 аркушами краєвидів всього Чорноморського узбережжя, зняті з натури академіком А. Я. Кухаревським. Роботи з гравірування цих картин виконували англійські гравери. Атлас Єгора Манганарі залишався актуальним до початку XX століття з невеликими поправками, доданими вже в наступні роки іншими гідрографами.
Перший атлас Чорного та Азовського морів у 1841 році було видано у Чорноморському гідрографічному депо в Миколаєві. Того ж року Єгор Павлович Манганарі був нагороджений орденом Святого Георгія IV-го ступеня за вислугу (25 років) в офіцерських чинах, а 1842 року до нагород додався подарований Миколою І діамантовий перстень — за пророблену працю зі складання повного атласу.
У період з 1843 по 1845 роки Манганарі перебував у Миколаєві при гідрографічному депо і контролював видання свого атласу. У 1846 році знову виходить у Чорне море для продовження робіт з гідрографії і до 1848 року командує фрегатом «Агатополь», а потім і всією Дунайською флотилією.
6 грудня 1849 року, Манганарі після присвоєння йому чину генерал-майора корпусу флотських штурманів, призначається директором чорноморських і азовських маяків. В цей час частково перебудовуються дерев'яні і кам'яні маяки на чавунні та залізні. Також починався перехід на френелівську систему освітлення і встановлення додаткових сигнальних апаратів. З 23 липня 1856 року Єгора Манганарі призначо складатися по адміралтейству, а вже 28 червня 1857 року він виходить у відставку за станом здоров'я.

### Пізні роки і смерть
Довгий час проживав у Миколаєві за адресою вулиця Чернігівська, 8 (нині — вулиця Шнеєрсона, будинок на розі вулиць Шнеєрсона і Спаської). Після виходу у відставку переїхав до власного володіння на території сучасного селища Козирка неподалік міста.
Помер 2 серпня 1868 року на 71 році життя. Відспіваний в Грецькій церкві в Миколаєві, похований на миколаївському некрополі.

## Вплив
Картографічні документи Манганарі були використані російськими військовими моряками під час Синопської битви у 1853 році. Карти давали досить повну уяву про Синопську бухту: її глибину, узбережжя і рельєф дна. На цих картах були позначені якірні стоянки для великих військових кораблів. Ці відомості були використані командуванням російського флоту при виборі вигідної позиції для розташування російської ескадри під час битви з турецьким флотом, що відбилося на результаті бойових дій.
За часів Радянського Союзу Атлас і Лоція Чорного моря, що базувалися на вимірах братів Єгора та Михайла Манганарі, все ще використовувалися флотом. Ці матеріали були використані для складання радянських морських карт і карти закордонних берегів Чорного моря. У лоції 1937 року прямо вказувалося: «Для інших берегів Чорного моря єдиними картами є карти атласу Манганарі, зйомки 1825—1835 років».

## Нагороди
- Орден Святого Володимира IV-го ступеня з бантом;
- Орден Святої Анни II-го ступеня;
- Орден Святого Станіслава II-го ступеня;
- Орден Святого Георгія IV-го ступеня.